# Dominique Lambert de La Douasnerie
Pour les articles homonymes, voir Lambert.
Dominique Lambert, connu sous le pseudonyme de Dominique Lambert de La Douasnerie,  né le 19 mai 1947 à Angers, est un historien français, spécialiste de la guerre de Vendée,.

## Biographie
Membre de la Société des Gens de Lettres et membre titulaire de l'Académie d'Angers, il est l’auteur de L'aventure de Louis Rougé, le braconnier Paris, Pensée Moderne, Grancher, 1974, premier prix des écrivains régionalistes, 1974. Deuxième édition revue et complétée de ce livre sous le titre : Rougé Louis, Braconnier, publié aux Éditions Cénomane en 1987 (rééd. en 1989, 1990, 1992 et 1998). Troisième édition revue et enrichie, Louis Rougé, légendaire braconnier d'Anjou, Paris, Montbel, 2020.
Il a également préfacé Hors la loi, extraordinaire histoire de Rougé le braconnier, Rennes, La Découvrance, 1995.  (ISBN 9-782910-452681)
Auteur d'un ouvrage écrit en collaboration avec Jean de Viguerie, professeur des universités, et Philippe Evanno : Les martyrs d'Avrillé, catholicisme et Révolution.
Également auteur d'un livre sur le « comte de Chambord », préfacé par Hervé de Charette, ancien ministre, Le drapeau blanc en exil. Auteur d'un ouvrage consacré aux guerres de Vendée : Souvenirs de l'épopée vendéenne. Vieilles archives, vieilles histoires.
Président fondateur de l’Association Vendée Militaire créée en 1976 (Voir, Jean-Clément Martin, professeur des universités, Une guerre interminable. La Vendée 200 ans après, Nantes, Reflets du Passé, p.49 à 50  (ISBN 2-86507-018-2).
Animateur des veillées et des journées vendéennes. Le site de cette association permet de se rendre compte de ses activités.
Directeur de la revue Savoir, consacrée aux guerres de Vendée (le n° 132 publié en juin 2020),,). Le premier numéro de cette revue, paru au cours du premier trimestre 1976, contient une contribution d'André Castelot : Le Louveteau pages 21 à 29.
Il est l'auteur avec son épouse de la série Paroisses et Soldats de l'Armée Vendéenne.,,. 
Il a publié des articles dans différentes revues comme Historia, (n°624, décembre 1998, pp.56 à 60 : Chanzeaux, village martyr.... ), Bourbons Magazine (n°18 mai-juin 1999, pp.10 à 17 Le domaine du comte de Chambord ) et a donné près de 400 conférences[réf. nécessaire] sur les guerres de Vendée. Il a animé durant de nombreuses années une émission radiophonique consacrée notamment à l’histoire des guerres de Vendée.

## Filmographie
- Jean-Yves Jeudy, Le Segréen, Seasons Delta-Image, France 3, 2000.
- Franck Ferrand, L'ombre d'un doute, Robespierre, bourreau de la Vendée, France 3, 7 mars 2012.
- Armel Joubert des Ouches, La Révolution française : silence sur le génocide vendéen, le 26 avril 2016 sur réinformation.tv.
- Jean-Baptiste Martin et Marie Mitterand, Prêtres sous la Terreur[18], film documentaire de 52 minutes, réalisé en 2016. Coproduit par KTO et CasaDei[19]. Diffusé en 2017 sur KTO, Gloria.tv, et la chaîne Histoire (rediffusé sur cette dernière le 23 juillet 2019).
- Les Manants du roi, film de Patrick Buisson, réalisé par Guillaume Laidet, pour la chaîne Histoire.

## Publications
- L'aventure de Rougé le braconnier (préf. Cécile Souchon), Paris, Grancher, 1974 (BNF 34562371).
- Avec Philippe Evanno et Jean de Viguerie, Les martyrs d’Avrillé. Catholicisme et Révolution, Chambray-lès-Tours, CLD, 1983  (ISBN 2-85023-078-2).
- « Le premier centenaire du soulèvement vendéen et la querelle des « documentaires » et des « légendaires » dans Actes du colloque d'Angers 12-15 décembre 1985 : Vendée Chouannerie Littérature, Angers, Presses de l'Université d'Angers, 1986  (ISBN 2-903075-29-8), p. 499-502.
- Rougé Louis, braconnier (préf. Jacques Termeau), Le Mans, Cenomane, 1987 (rééd. 1989, 1990, 1992 et1998)  (ISBN 2-905596-18-X).
- Le drapeau blanc en exil (préf. Hervé de Charette), Paris, Guénégaud, 1998  (ISBN 2-86496-081-8). Sélectionné, en 1999, pour le prix Hugues Capet.
- Souvenirs de l'épopée vendéenne. Vieilles archives, vieilles histoires, Paris, Christian, 1999  (ISBN 2-86496-081-8).
- Louis Rougé, légendaire braconnier d'Anjou[20], Paris, Montbel, 2020  (ISBN 978-2-35653-152-0)[21].